# 1780 Kippes
1780 Kippes (A906 RA) là một tiểu hành tinh vành đai chính được phát hiện ngày 12 tháng 9 năm 1906 bởi A. Kopff ở Heidelberg. Nó được đặt theo tên nhà thiên văn học nghiệp dư người Đức Otto Kippes.